# 3826 Handel
A 3826 Handel (ideiglenes jelöléssel 1973 UV5) a Naprendszer kisbolygóövében található aszteroida. Freimut Börngen fedezte fel 1973. október 27-én.